# SStB Wochein - Seebenstein
A SStB  Wochein - Seebenstein mozdonysorozat a Déli Államvasút (SStB) gőzmozdonysorozata volt.
A 19 mozdonyt a WRB mozdonygyárában építették két részletben. Először 12-t, majd a maradék hetet. Ezek hengerméretében és kazánméretében van kisebb eltérés. /lásd: táblázat/
Ezek a mozdonyok 1858-ban a Déli Vaspályatársasághoz kerültek, amikor az SStB-t megvásárolta az SB, ahol a 225–243 pályaszámokat kapták a 4 sorozatban (1861-től 10 sorozat). 1869 és 1896 között selejtezték őket.
A mozdonyok eredetileg tehervonati szolgálatra lettek tervezve, de az SB magyarországi pályaszakaszain személyvonati szolgálatban dolgoztak. A mozdonyok belsőkeretesek, belső vezérlésűek voltak, kereten kívül elhelyezett gépezettel. A hordrugók Baillie-rendszerű volute- (kúpos) csavarrugók voltak.

## Fordítás
- Ez a szócikk részben vagy egészben  a   SStB – Wochein bis Seebenstein című német Wikipédia-szócikk fordításán alapul.  Az eredeti cikk szerkesztőit annak laptörténete sorolja fel. Ez a jelzés csupán a megfogalmazás eredetét és a szerzői jogokat jelzi, nem szolgál a cikkben szereplő információk forrásmegjelöléseként.